# Yūji Tsushima

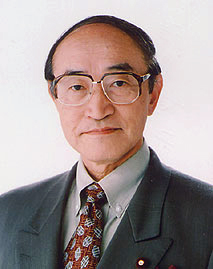
Yūji Tsushima, 2000

Yūji Tsushima (jap. 津島 雄二 Tsushima Yūji; * 24. Januar 1930 in Suginami, Tōkyō als 志摩 雄二 Shima Yūji, später als 上野 雄二 Ueno Yūji; † 25. Oktober 2023 in Tokio) war ein japanischer Politiker der Liberaldemokratischen Partei (LDP) und Gesundheitsminister. In seiner Partei führte er von 2005 bis zu seinem Rückzug aus der Politik 2009 die zweitgrößte Faktion an, die Tsushima-Faktion.
Tsushima schloss sein Studium der Rechtswissenschaft an der Universität Tokyo 1953 ab. Danach wurde er Beamter im Finanzministerium. 1955 besuchte er als Austauschstudent über das Fulbright-Programm die Syracuse University. Zwischen 1963 und 1967 arbeitete er als Botschaftssekretär in der Japanischen Botschaft in Paris. Dort heiratete er 1964 Sonoko Tsushima, die älteste Tochter des Schriftstellers Dazai Osamu, deren Familiennamen er annahm.
1974 verließ Tsushima das Finanzministerium und wurde 1976 im 1. Wahlkreis der Präfektur Aomori ins Unterhaus gewählt und seitdem elfmal wiedergewählt. 1990 und 2000 war er jeweils für kurze Zeit Gesundheitsminister in den Kabinetten Kaifu und Mori. Nachdem er seit seiner Wahl ins Parlament der heutigen Tanigaki-Faktion angehört hatte, verließ er in den 1990er Jahren für einige Zeit die LDP und schloss sich schließlich der oppositionellen Shinshintō an. Als diese aufgelöst wurde, kehrte er in die LDP zurück und schloss sich der Obuchi-Faktion an, deren Vorsitz er 2005 übernahm.
Im Juli 2009 kündigte er seinen Rückzug aus dem Parlament zur Unterhauswahl 2009 an. Seinen Wahlkreis gewann im zweiten Anlauf bei der Shūgiin-Wahl 2012 sein Sohn und vorheriger Abgeordnetensekretär Jun.